# Paweł Szkopek
Paweł Szkopek (Gostynin, 6 agosto 1975) è un pilota motociclistico polacco ritiratosi dall'attività agonistica.
Anche suo fratello, Marek Szkopek, corre come pilota professionista.

## Carriera
Esordisce nel campionato mondiale Superbike nel 2004, correndo i Gran Premi di Imola e Magny-Cours in qualità di wildcard a bordo di una Suzuki GSX-R 1000, ottenendo 4 punti. Nel 2005 diventa pilota titolare nel campionato mondiale Supersport, ingaggiato dal team Intermoto Czech Republic, che gli affida una Honda CBR600RR; il suo compagno di squadra è Tomas Miksovsky. Ottiene come miglior risultato un tredicesimo posto a Losail e termina la stagione al 33º posto con 5 punti. Nel 2006 corre nel mondiale Superbike il Gran Premio di Brno al posto di Lucio Pedercini a bordo della Ducati 999 RS del team Pedercini. Nel 2008 corre nel mondiale Supersport i Gran Premi di Brands Hatch e Donington al posto di Garry McCoy sulla Triumph 675 del team SC. In queste apparizioni non ha mai ottenuto punti.
Nel 2009 viene ingaggiato dal team MS Factory Racing, che gli affida una Triumph Daytona 675; il suo compagno di squadra è Matej Smrž. Corre solamente i primi due Gran Premi in calendario, senza conseguire punti per la classifica piloti. Nel 2011 viene ingaggiato dal team Bogdanka PTR Honda, che gli affida una Honda CBR600RR; il suo compagno di squadra è James Ellison. Nel 2012 rimane nello stesso team. Torna a partecipare ad un campionato mondiale nel 2015, prende parte infatti al gran premio di Francia sulla pista di Magny Cours in sella ad una Yamaha YZF-R1. Si ritira sia in gara 1 che in gara 2, non ottenendo punti validi per il mondiale. Nel 2016 partecipa dal Gran premio d'Olanda ad Assen e ad altre gare del mondiale Superbike in sella ad una Yamaha YZF-R1 del Team Tóth, in qualità di pilota sostitutivo. Ottiene due piazzamenti a punti che gli consentono di chiudere al ventinovesimo posto in classifica piloti.
Nel 2017 partecipa, in qualità di wild-card, al Gran Premio di Germania al Lausitzring in sella ad una Yamaha YZF-R1 del team Pazera Racing. Non ottiene punti validi per la classifica piloti. Torna a disputare un torneo mondiale nel 2021, gareggia infatti nella prima parte di stagione del mondiale Supersport. In sella ad una Yamaha YZF-R6 del team MS Racing conquista un punto che gli consente di classificarsi al cinquantunesimo posto. Ritiratosi dalle corse a fine 2022, rimane nel mondo del motociclismo gestendo l'omonimo Team.

## Risultati in gara

### Campionato mondiale Superbike
| 2004 | Moto   |  |  |  |  |  |  |  |  |  |  |  |  |  |  |  |  |  |  |     |    |    |    |  |  |  |  |  |  | Punti | Pos. |
| ---- | ------ |  |  |  |  |  |  |  |  |  |  |  |  |  |  |  |  |  |  | --- | -- | -- | -- |  |  |  |  |  |  | ----- | ---- |
| 2004 | Suzuki |  |  |  |  |  |  |  |  |  |  |  |  |  |  |  |  |  |  | Rit | 23 | 15 | 13 |  |  |  |  |  |  | 4     | 32º  |

| 2006 | Moto   |  |  |  |  |  |  |  |  |  |  |  |  |    |     |  |  |  |  |  |  |  |  |  |  |  |  |  |  | Punti | Pos. |
| ---- | ------ |  |  |  |  |  |  |  |  |  |  |  |  | -- | --- |  |  |  |  |  |  |  |  |  |  |  |  |  |  | ----- | ---- |
| 2006 | Ducati |  |  |  |  |  |  |  |  |  |  |  |  | 19 | Rit |  |  |  |  |  |  |  |  |  |  |  |  |  |  | 0     |      |

| 2015 | Moto   |  |  |  |  |  |  |  |  |  |  |  |  |  |  |  |  |  |  |  |  |  |  |     |     |  |  |  |  | Punti | Pos. |
| ---- | ------ |  |  |  |  |  |  |  |  |  |  |  |  |  |  |  |  |  |  |  |  |  |  | --- | --- |  |  |  |  | ----- | ---- |
| 2015 | Yamaha |  |  |  |  |  |  |  |  |  |  |  |  |  |  |  |  |  |  |  |  |  |  | Rit | Rit |  |  |  |  | 0     |      |

| 2016 | Moto   |  |  |  |  |  |  |    |    |    |    |     |    |    |    |    |    |    |    |    |    |  |  |  |  |    |    |  |  | Punti | Pos. |
| ---- | ------ |  |  |  |  |  |  | -- | -- | -- | -- | --- | -- | -- | -- | -- | -- | -- | -- | -- | -- |  |  |  |  | -- | -- |  |  | ----- | ---- |
| 2016 | Yamaha |  |  |  |  |  |  | 17 | 18 | 18 | 17 | Rit | 18 | 16 | 19 | 15 | 20 | 18 | NP | 17 | 14 |  |  |  |  | NP | 20 |  |  | 3     | 29º  |

| 2017 | Moto   |  |  |  |  |  |  |  |  |  |  |  |  |  |  |  |  |     |     |  |  |  |  |  |  |  |  |  |  | Punti | Pos. |
| ---- | ------ |  |  |  |  |  |  |  |  |  |  |  |  |  |  |  |  | --- | --- |  |  |  |  |  |  |  |  |  |  | ----- | ---- |
| 2017 | Yamaha |  |  |  |  |  |  |  |  |  |  |  |  |  |  |  |  | Rit | Rit |  |  |  |  |  |  |  |  |  |  | 0     |      |

| Legenda | 1º posto        | 2º posto            | 3º posto           | A punti      | Senza punti        | Grassetto – Pole position Corsivo – Giro più veloce |
| Legenda | Gara non valida | Non qual./Non part. | Ritirato/Non class | Squalificato | '-' Dato non disp. | Grassetto – Pole position Corsivo – Giro più veloce |

### Campionato mondiale Supersport
| 2005 | Moto  |    |    |     |    |     |    |    |    |    |     |  |  |  |  |  |  |  |  |  |  |  |  |  |  | Punti | Pos. |
| ---- | ----- | -- | -- | --- | -- | --- | -- | -- | -- | -- | --- |  |  |  |  |  |  |  |  |  |  |  |  |  |  | ----- | ---- |
| 2005 | Honda | 13 | 14 | Rit | 19 | Rit | 23 | 24 | 21 | 21 | Rit |  |  |  |  |  |  |  |  |  |  |  |  |  |  | 5     | 33º  |

| 2008 | Moto    |  |  |  |  |  |  |  |  |    |     |  |  |  |  |  |  |  |  |  |  |  |  |  |  | Punti | Pos. |
| ---- | ------- |  |  |  |  |  |  |  |  | -- | --- |  |  |  |  |  |  |  |  |  |  |  |  |  |  | ----- | ---- |
| 2008 | Triumph |  |  |  |  |  |  |  |  | 18 | Rit |  |  |  |  |  |  |  |  |  |  |  |  |  |  | 0     |      |

| 2009 | Moto    |     |     |  |  |  |  |  |  |  |  |  |  |  |  |  |  |  |  |  |  |  |  |  |  | Punti | Pos. |
| ---- | ------- | --- | --- |  |  |  |  |  |  |  |  |  |  |  |  |  |  |  |  |  |  |  |  |  |  | ----- | ---- |
| 2009 | Triumph | Rit | Rit |  |  |  |  |  |  |  |  |  |  |  |  |  |  |  |  |  |  |  |  |  |  | 0     |      |

| 2011 | Moto  |     |     |    |     |     |    |     |     |     |    |    |    |  |  |  |  |  |  |  |  |  |  |  |  | Punti | Pos. |
| ---- | ----- | --- | --- | -- | --- | --- | -- | --- | --- | --- | -- | -- | -- |  |  |  |  |  |  |  |  |  |  |  |  | ----- | ---- |
| 2011 | Honda | Rit | Rit | 12 | Rit | Rit | 13 | Rit | Rit | Rit | 12 | 17 | 15 |  |  |  |  |  |  |  |  |  |  |  |  | 12    | 21º  |

| 2012 | Moto  |     |    |  |  |  |  |     |     |  |  |  |  |  |  |  |  |  |  |  |  |  |  |  |  | Punti | Pos. |
| ---- | ----- | --- | -- |  |  |  |  | --- | --- |  |  |  |  |  |  |  |  |  |  |  |  |  |  |  |  | ----- | ---- |
| 2012 | Honda | Rit | NP |  |  |  |  | Rit | Rit |  |  |  |  |  |  |  |  |  |  |  |  |  |  |  |  | 0     |      |

| 2021 | Moto   |    |    |    |    |    |    |     |    |    |    |  |  |  |  |  |  |  |  |  |  |  |  |  |  | Punti | Pos. |
| ---- | ------ | -- | -- | -- | -- | -- | -- | --- | -- | -- | -- |  |  |  |  |  |  |  |  |  |  |  |  |  |  | ----- | ---- |
| 2021 | Yamaha | 17 | 15 | 23 | 23 | NP | NP | Rit | 22 | 26 | 22 |  |  |  |  |  |  |  |  |  |  |  |  |  |  | 1     | 51º  |

| Legenda | 1º posto        | 2º posto            | 3º posto           | A punti      | Senza punti        | Grassetto – Pole position Corsivo – Giro più veloce |
| Legenda | Gara non valida | Non qual./Non part. | Ritirato/Non class | Squalificato | '-' Dato non disp. | Grassetto – Pole position Corsivo – Giro più veloce |